# Ассоциация VACTERL
Ассоциация VACTERL — группа сочетанных аномалий развития. Название VACTERL составлено из первых букв пороков, входящих в состав синдрома:
- V (англ. Vertebral anomalies) — аномалии позвоночника (70 %),
- А (англ. Anal аtresia) — атрезия ануса (55 %),
- С (англ. Cardiovascular anomalies) — дефекты перегородок и другие пороки сердца (75 %),
- ТЕ (англ. Tracheo-esophageal fistula) — трахеопищеводный свищ с атрезией пищевода (70 %),
- R (англ. Renal defects) — аномалии почек (50 %) — агенезия, дисплазия, гидронефроз; единственная пупочная артерия.
- L (англ. Limb defects) — дефекты лучевой кости — гипоплазия I пальца или лучевой кости, преаксиальная полидактилия и синдактилия (70 %);

## Диагноз
Диагноз ставится, если хотя бы три из перечисленных семи симптомов присутствуют у новорожденного.
Причина формирования синдрома неизвестна. Возникает спорадически. Отмечена большая вероятность появления среди детей от матерей, страдающих сахарным диабетом.
Встречается с частотой 1 на 10000—40000 новорожденных.

## Лечение и прогноз
Необходима хирургическая коррекция специфических пороков (анальной атрезии, пороков сердца, трахеопищеводного свища).
Многие дети с ассоциацией VACTERL рождаются небольшими и испытывают трудности с набором веса. В дальнейшем, при успешной коррекции пороков, как правило, развиваются физически и умственно нормально.